# Gol Station
Gol Station (Gol stasjon) er en jernbanestation på Bergensbanen, der ligger i Gol kommune i Norge. Stationen består af tre spor, to perroner og en stationsbygning i gulmalet træ, der er opført efter tegninger af Paul Armin Due. Der kører bus i tilslutning til togene til og fra Hemsedal, Golsfjellet og Fagernes. Stationen er den nærmeste i forhold til skisportsområdet i Hemsedal.
Stationen åbnede 21. december 1907, da banen mellem Gulsvik og Geilo blev taget i brug. Den blev fjernstyret 9. december 1983.